# Apasiri Nitibhon
Apasiri Nitibhon (อาภาศิริ นิติพน; nascida em 14 de setembro de 1971) também conhecida como Um (อุ๋ม) é uma supermodelo e atriz tailandesa. Entre seus papéis principais está como Angsumalin em Sunset at Chaophraya em 1996. Ela também apareceu em Bullet Wives e The Victim.
Apasiri treinou como dançarina likay em sua juventude. Para o filme de 2006, The Victim, ela interpretou uma rainha da beleza que executa uma dança likay. Para esta função, ela teve que fazer um curso de atualização em dança clássica tailandesa.
Ela é irmã mais nova de Amarin Nitibhon, um cantor e ator tailandês e tia de Achiraya Nitibhon, também cantora e atriz.

## Filmografia

### Cinema
| Ano  | Título              | Personagem          | Notas            |
| ---- | ------------------- | ------------------- | ---------------- |
| 1996 | Sunset at Chaopraya | Angsumalin Chalasin | Papel principal  |
| 2005 | The Bullet Wives    | Bow                 | Papel recorrente |
| 2006 | The Victim          | Meen / Oom          | Papel principal  |
| 2009 | Phobia 2            | Mãe do Pe           | Papel recorrente |
| 2012 | Suddenly It's Magic | Sra. Hanson         | Papel recorrente |
| 2019 | Dew                 | Mãe do Dew          | Papel recorrente |
| 2019 | Happy Old Year      | Mãe de Jean & Jay   | Papel recorrente |
| 2025 | A Useful Ghost      | Suman               | Papel recorrente |

### Televisão
| Ano  | Título                                                           | Personagem                    | Notas            | Canal                    |
| ---- | ---------------------------------------------------------------- | ----------------------------- | ---------------- | ------------------------ |
| 1999 | Mue Puen                                                         | Kusuma [nova esposa de Thanu] | Papel principal  | Channel 3                |
| 2009 | Kuan Kammathep                                                   | Nuannoi                       | Papel recorrente | Channel 3                |
| 2013 | Hormones: The Series                                             | Mãe de Kwan                   | Papel recorrente | One31                    |
| 2013 | Suparburoot Look Poochai                                         | Ramphai                       | Papel recorrente | Channel 7                |
| 2013 | Ruk Sutrit                                                       | Naruedee                      | Papel convidado  | Channel 3                |
| 2014 | Hormones Temporada 2                                             | Mãe de Kwan                   | Papel recorrente | One31                    |
| 2014 | ThirTEEN Terrors                                                 | Mãe de Nae                    | Papel principal  |                          |
| 2014 | Sam Bai Mai Thao                                                 | Bparalee                      | Papel recorrente | Channel 3                |
| 2015 | Leh Ratree                                                       | Karuna [mãe de Poo]           | Papel recorrente | One31                    |
| 2015 | Prissana                                                         | Samorn Suthakul               | Papel recorrente | PPTV HD                  |
| 2015 | Gossip Girl: Thailand                                            | Ann                           | Papel convidado  | Channel 3                |
| 2015 | Club Friday The Series Temporada 6: Pid Tee... Ruk Kon Lok Luang | Wandee                        | Papel principal  | GMM 25                   |
| 2015 | Jao Sao Kong Arnon                                               | Samorn Suthakul               | Papel recorrente | PPTV HD                  |
| 2016 | O-Negative                                                       | Mãe de Prim                   | Papel recorrente | GMM 25                   |
| 2017 | Tawan Yor Saeng                                                  | Yai                           | Papel recorrente | Channel 3                |
| 2017 | Lakorn Khon                                                      | Leela                         | Papel recorrente | GMM 25                   |
| 2017 | 'Mia Luang                                                       | Khun Ying Waewwan             | Papel recorrente | Channel 3                |
| 2017 | Game Maya                                                        | Prim                          | Papel recorrente | One31                    |
| 2017 | Rak Rai                                                          | Duangduen                     | Papel convidado  | Channel 3                |
| 2017 | Ways To Protect Relationship                                     | Mãe de Sai                    | Papel principal  | GMM 25                   |
| 2017 | Duen Pradab Dao                                                  | Ruenjit                       | Papel recorrente | Channel 3                |
| 2018 | Matuphoom Haeng Huachai                                          | Anima Ruangritthikun          | Papel recorrente | Channel 3                |
| 2018 | Sampat Ruttikan                                                  | Khun Ying Thipthida           | Papel recorrente | GMM 25                   |
| 2018 | Love by Chance                                                   | Putch (mãe do Pete)           | Papel recorrente | GMM 25, LINE TV          |
| 2018 | The Judgement                                                    | Buppha (madrasta de Lookkaew) | Papel recorrente | GMM 25, Netflix          |
| 2018 | In Family We Trust                                               | Nipha Jiraanan                | Papel principal  | One 31                   |
| 2018 | Love at First Hate                                               | Mae Napa                      | Papel recorrente | GMMTV                    |
| 2018 | Duay Rang Atitharn                                               | Waree                         | Papel recorrente | Channel 3                |
| 2018 | Social Syndrome                                                  | Sa                            | Papel principal  | LINE TV                  |
| 2018 | Sin Lai Hong                                                     | Pathumrat                     | Papel recorrente | Channel 8                |
| 2019 | Mia Noi                                                          | Kanin                         | Papel recorrente | GMM 25                   |
| 2019 | Wai Sab Saraek Kad 2                                             | Kingkaew Chamnankit / "Kaew"  | Papel recorrente | Channel 3                |
| 2019 | Nang Marn                                                        | Khun Ying Srisawat            | Papel recorrente | GMM 25                   |
| 2019 | Love Beyond Frontier                                             | Pa (mãe de Pat)               | Papel recorrente | GMM 25                   |
| 2019 | Bai Mai Tee Plid Plew                                            | Niramon (mãe de Nirar)        | Papel recorrente | One 31                   |
| 2019 | Dao Lhong Fah                                                    |                               | Papel recorrente | Channel 3                |
| 2020 | Mother                                                           | Warintra                      | Papel recorrente | GMM 25, LINE TV, PPTV HD |
| 2020 | Who Are You                                                      | Pacharee (mãe de Pete)        | Papel recorrente | GMMTV                    |
| 2020 | Payakorn Sorn Ruk                                                | Rujee (mãe de Theeruth)       | Papel recorrente | Channel 3                |
| 2020 | Bad Genius: The Series                                           | Headmistress Pornthip         | Papel recorrente | One31                    |
| 2021 | Barb Ayuttitham                                                  | Mãe de Kharabaek              | Papel recorrente | Channel 3                |
| 2021 | Tawan Tok Din                                                    | Kun                           | Papel principal  | Amarin TV                |
| 2021 | Baker Boys                                                       | Roci                          | Papel recorrente | GMMTV                    |
| 2022 | Sroi Sabunnga                                                    | Saengchan                     | Papel recorrente | Channel 3                |
| 2022 | The Miracle of Teddy Bear                                        | Matana Burarat (Na)           | Papel recorrente | Channel 3                |
| 2022 | Devil Sister                                                     | Prapha Chaiwat                | Papel recorrente | GMM 25                   |
| 2022 | Sai Roong                                                        | Parisa Worasetmetee (Pa)      | Papel recorrente | One31                    |
| 2022 | Tee Sood Kong Huajai                                             |                               | Papel recorrente | Channel 3                |
| 2023 | Patiharn Ruk                                                     | Kanjana Kornprasitsap         | Papel convidado  | PPTV HD                  |
| 2024 | The Secret of Us                                                 | Russamee Thananusak           | Papel recorrente | Channel 3                |
| 2024 | Affair                                                           | Wi                            | Papel recorrente | One31                    |
| 2025 | Happy Ending                                                     |                               | Papel recorrente | Studio On Saturn         |
| 2025 | My Golden Blood                                                  | Thara Amarittrakul            | Papel recorrente | GMM 25                   |
| 2025 | The Twin Gambit                                                  | Mãe de Tul                    | Papel recorrente | One31, oneD              |
| TBA  | Klin Mali                                                        |                               | Papel recorrente | One31                    |

### Aparições em videoclipes
| Ano  | Título             | Artista                     |
| ---- | ------------------ | --------------------------- |
| ???  | ผู้หญิงคนนี้            | Thitima Suttasunthorn       |
| ???  | หนี ทู               | Two (ต่อ-ต๋อง)                |
| ???  | เสนอหน้า            | Anant Boonnark              |
| 2015 | The Wedding Singer | THE BOYKOR feat พิชัย จิราธิวัฒน์ |
| 2020 | ไม่ไหวอย่าฝืน         | Palaphol Pholkongseng       |
| 2020 | รักครั้งสุดท้าย         | Lomosonic                   |

## Prêmios e indicações
| Ano  | Associações               | Categoria                | Nomeações      | Resultado |
| ---- | ------------------------- | ------------------------ | -------------- | --------- |
| 2020 | 16th Kom Chad Luek Awards | Melhor atriz coadjuvante | Happy Old Year | Venceu    |